# Heinz Ellenberg

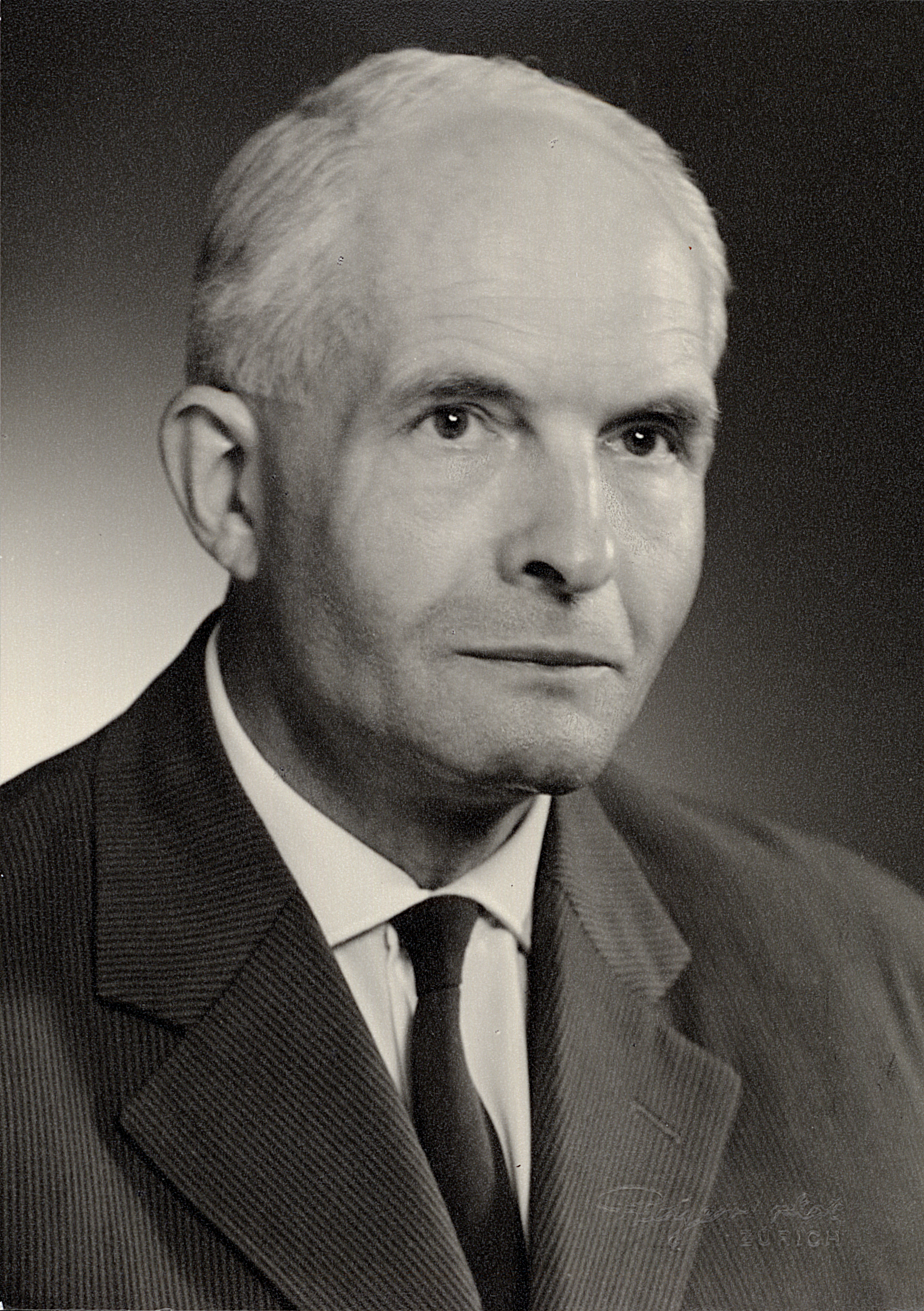
Heinz Ellenberg (1962)

Heinz Ellenberg (* 1. August 1913 in Harburg (Elbe); † 2. Mai 1997 in Göttingen) war ein deutscher Biologe, Botaniker und Landschaftsökologe. Er gilt als Wegbereiter einer ganzheitlichen Sicht des Ökosystems in Deutschland.

## Leben und wissenschaftliche Stationen
Ellenberg wuchs in Reinstorf (Lüneburger Heide) und Ehmen (Raum Braunschweig) auf. Sein Vater war Lehrer und fiel 1914 im Ersten Weltkrieg. Von 1920 bis 1932 besuchte er in Hannover die Schule, wo er auch sein Abitur machte. Bereits in jungen Jahren interessierte er sich für die Flora und Vegetation seiner Heimat und hatte Kontakte mit dem Pflanzensoziologen Reinhold Tüxen.
Auf Tüxens Vermittlung bekam er 1932 eine Stelle als Hilfsassistent bei Josias Braun-Blanquet in Montpellier, wo er von 1932 bis 1938 auch an der Universität studierte. Weitere Studienorte waren Heidelberg, Hannover und Göttingen, wo er die Fächer Botanik, Zoologie, Chemie und Geologie belegte. Zum 1. Mai 1937 trat er der NSDAP bei (Mitgliedsnummer 4.059.635). 1938 wurde er in Göttingen bei Franz Firbas mit seiner Dissertation „Über Zusammensetzung, Standort und Stoffproduktion bodenfeuchter Eichen- und Buchen-Mischwaldgesellschaften Nordwestdeutschlands“ promoviert.
Nach seinem Studium arbeitete er zunächst an der Zentralstelle für Vegetationskartierung in Hannover unter der Leitung von Reinhold Tüxen und war während des Zweiten Weltkrieges als Oberleutnant in der „Forschungsstaffel z. b. V.“ unter der Leitung von Otto Schulz-Kampfhenkel. In dieser erarbeiteten Geobotaniker, Pflanzensoziologen, Bodenkundler, Forstwissenschaftler, Klimatologen, Photogrammeter und Geographen durch Luftbildauswertung und Feldaufnahmen militärische Karten zur Geländebeurteilung. Von 1943 bis 1945 war er Leiter des Forschungskommandos Ost der Forschungsstaffel z.b.V., zudem war er Präsident der 1939 gegründeten Internationalen pflanzensoziologischen Gesellschaft.
1947 bekam Ellenberg eine Stelle als wissenschaftlicher Assistent bei Heinrich Walter in Stuttgart-Hohenheim, wo er sich 1948 habilitierte. 1953 übernahm er eine Professur an der Universität Hamburg und wurde 1958 als Nachfolger von Werner Lüdi Direktor am Geobotanischen Institut an der ETH Zürich (Stiftung Rübel).
1966 nahm er einen Ruf der Universität Göttingen auf den Lehrstuhl für Geobotanik als Nachfolger von Franz Firbas als Direktor des Systematisch-Geobotanischen Instituts an. 1981 wurde Ellenberg emeritiert.
Neben seinen Aufgaben als Hochschulprofessor bekleidete Ellenberg weitere Funktionen, so als Leiter der „Forschungsstelle für Standortskunde Baden-Württemberg“ (zunächst Forschungsstelle für Obstbauplanung) von 1953 bis 1958. 1966 übernahm er auch den Vorsitz des deutschen Landesausschusses für das Internationale Biologische Programm IBP. Innerhalb dieses Programms wurde Ellenberg Koordinator des „Solling-Projekts“. 1970 entwickelte er mit Mitarbeitern die Grundkonzeption für das 1970 von der UNESCO ausgerufene „Man and Biosphere-Programm (MAB)“ für die damalige Bundesrepublik Deutschland.
Als Emeritus beschäftigte er sich unter anderem mit Bauernhausformen und brachte eine völlig überarbeitete Auflage der „Vegetation Mitteleuropas mit den Alpen“ heraus.

## Ellenberg als Forscher
Ellenberg hat in seiner wissenschaftlichen Laufbahn verschiedene Aspekte im Bereich der Vegetationsökologie bearbeitet und wesentliche Beiträge zu deren Weiterentwicklung geleistet. 
Eine große Bedeutung haben seine Forschungsergebnisse im Bereich der Standortskunde, die vielfach auch Anwendung in der land- und forstwirtschaftlichen Praxis fanden.
So konnte er mit einem Gutachten, das er als Habilitationsschrift einreichte, mit pflanzensoziologischen Methoden erstmals nachweisen, dass sich die Zusammensetzung von Grünlandflächen und deren Leistungsfähigkeit durch die Absenkung des Grundwasserspiegels verändern.
Einige weitere Arbeiten, in denen Ellenberg seine reichen Erfahrungen in Methoden pflanzensoziologischer Kartierungen aus Reinhold Tüxens „Zentralstelle“ mit der Standortslehre von Heinrich Walter verbinden konnte, zeugen von seiner Fähigkeit zur Gesamtschau von Vegetation und Standort sowie zum Zusammenführen verschiedener Forschungsrichtungen.
Etwa ab 1950 bezog er verschiedene Standortsfaktoren wie Wasserhaushalt, Boden und Klima in seine Untersuchungen mit ein und konnte so zeigen, dass Pflanzen bzw. Pflanzengesellschaften als Zeiger (Bioindikatoren) für die jeweiligen Standorte, auf denen sie vorkommen, verwendbar sind. Als Ergebnis dieser Untersuchungen legte Ellenberg erstmals eine tabellarische Übersicht mit wesentlichen Zeigerwerten für Acker- und Grünlandarten vor, die er in der Folgezeit auf einen Großteil der in Mitteleuropa vorkommenden Gefäßpflanzen ausdehnte und die 1974 zur Veröffentlichung der sogenannten Ellenberg-Zeigerwerte führte.
Zusammen mit seiner Frau Charlotte kartierte Ellenberg in seiner Hohenheimer Zeit anhand gut erkennbarer Testpflanzen den phänologischen Entwicklungsstand eines Raumes und konnte damit Gebiete mit gleichen Wärmestufen beschreiben. Neben phänologischen Daten (z. B. Blühzeitpunkt von Obstbäumen) wurden weitere Standortsmerkmale wie Böden mit erfasst. Als Ergebnis dieser Erhebungen legten Ellenberg und seine Mitarbeiter eine Wuchsklimakarte für Baden-Württemberg vor, in der die großräumigen und lokalen klimatischen Bedingungen in SW-Deutschland sowie ihre Eignung für die landwirtschaftliche Nutzung dargestellt sind. Auch bezüglich forstlicher Standortskartierungen trat Ellenberg für einen multidisziplinären Ansatz ein und legte dazu ein wegweisendes Konzept für Wälder des Schweizer Mittellandes vor. Gemeinsam mit Frank Klötzli legte er 1972 eine Zusammenschau der vegetationsökologisch-standortskundlichen Untersuchungen über die Waldgesellschaften und deren Standorte in der Schweiz vor, die an der ETH Zürich unter seiner Leitung erarbeitet worden sind.
Der Konkurrenzforschung hat Ellenberg bereits ebenfalls um 1950 mit seinem klassisch gewordenen Hohenheimer Grundwasserversuch einen wesentlichen Anschub gegeben. Er hat mit diesem Feldexperiment der kausalen Vegetationskunde wie der Pflanzensoziologie Einsichten vorgelegt, die deren methodisches Vorgehen in den darauf folgenden Jahren stark beeinflusst hat.
Mit dem Wechsel von Zürich nach Göttingen hat Ellenberg auch den Vorsitz des deutschen Landesausschusses für das Internationale Biologische Programm (IBP) verbunden. Ellenberg, der sich bereits in Zürich mit diesem von der UNESCO ausgerufenen Projekt befasst hat, bekam dabei die Koordination für das Solling-Projekt übertragen. Damit verlegte sich Ellenbergs Forschungsschwerpunkt von der angewandten Vegetations- und Standortskunde zur Ökosystemforschung. Er konnte zusammen mit den am Solling-Projekt Beteiligten dieser Grundlagenwissenschaft wesentliche Impulse geben. Das Projekt lieferte grundlegende Erkenntnisse über Funktion und Bedeutung von Kompartimenten und Kreisläufen in mitteleuropäischen Ökosystemen.
Mit der floristischen Kartierung Mitteleuropas, die Ellenberg angestoßen und koordiniert hat, war Ellenberg dagegen wieder zu den „Wurzeln“ zurückgekehrt, ist doch ein fundiertes Wissen über die in einem Gebiet vorkommenden Pflanzenarten die Voraussetzung für die von Braun-Blanquet begründete floristische Klassifikation einer Pflanzengesellschaft. Die Kartierung, die von zahlreichen Floristen und Vegetationskundlern durchgeführt wurde, begann 1970 und dauerte etwa 10 Jahre lang.
Ein weiteres bemerkenswertes Feld, auf dem Ellenberg gearbeitet hat, war die Sukzessionsforschung. So wurde 1968 im Experimentellen Botanischen Garten der Georg-August-Universität Göttingen der „Göttinger Sukzessionsversuch“ angelegt, mit dem die Entwicklung einheimischer Pflanzengesellschaften mit und ohne Kulturmaßnahmen verfolgt wird.
Zusammen mit Müller-Dombois brachte Ellenberg einen verfeinerten Schlüssel zur Kennzeichnung von Pflanzengemeinschaften in Anlehnung an die Lebensform-Klassifizierung von Christen Raunkiær heraus.
Neben der Vegetation Mitteleuropas galt das Interesse Ellenbergs vor allem der Vegetation Südamerikas. Neben einer längeren Forschungsreise 1957 in Peru und einer Expedition 1970/1971, die Ellenberg und seine Frau über die Anden von Ecuador bis Mittelchile führte, war er später fast jährlich zu kurzen Aufenthalten in diesem Teil Amerikas. Seine Studien in verschiedenen Vegetationsformationen in unterschiedlichen Meereshöhen und Klimaten brachten neue Erkenntnisse auch zur Nutzung dieser Gebiete. Dabei konnte er ein Viehsterben aufklären, das seine Ursache darin hatte, dass die in Südamerika auf die Weide gestellten friesischen Milchkühe die giftigen Pflanzen nicht wie die dort heimischen Rinder kannten und damit meiden konnten. Auch in anderen Weltgegenden forschte Ellenberg und trug dabei mehrfach als Experte zur Verbesserung der Nutzungsbedingungen bei, so bei der Bekämpfung der Opuntienplage im Jemen, oder durch seine Untersuchungen zum sog. "Kal", einem im Frühjahr sichtbar werdenden Absterben der Grasnarbe in Island.
Ellenberg hat nicht nur zahlreiche Einzelbeiträge über seine Forschungsergebnisse veröffentlicht, sondern in mehreren Lehr- oder besser Handbüchern das Wissen seiner Zeit zu verschiedenen Aspekten der Vegetationsökologie zusammengefasst. Hervorzuheben sind dabei die frühen Bände zur Landwirtschaftlichen Pflanzensoziologie 1950: Unkrautgemeinschaften als Zeiger für Klima und Boden sowie 1952: Wiesen und Weiden und ihre standörtliche Bewertung.
Als „der Ellenberg“ schlechthin ist jedoch sein erstmals 1963 erschienenes Werk „Vegetation Mitteleuropas mit den Alpen, in kausaler, dynamischer und historischer Sicht“ ein Begriff in ökologischen Fachkreisen und darüber hinaus. Es erschien 1996 in 5. Auflage mit einem Umfang von fast 1100 Seiten und ist wohl die letzte Zusammenfassung über die Vegetation dieses Gebiets, die von einem Autor alleine bewältigt werden konnte. Christoph Leuschner hat das Werk überarbeitet und 2010 in 6. Auflage herausgegeben.
Gemeinsam mit Vjekoslav Glavač bearbeitete er ein Manuskript des jugoslawischen Vegetationsökologen Ivo Horvat über die „Vegetation Südosteuropas“ und brachte es als Buch heraus.
Die erste Publikation Ellenbergs im Jahre 1937 hatte den Titel: „Über die bäuerliche Wohn- und Siedlungsweise in NW-Deutschland in ihrer Beziehung zur Landschaft, insbesondere zur Pflanzendecke“. Die Bauernhausforschung ist danach in Ellenbergs Schaffen in den Hintergrund getreten. Nach seiner Emeritierung wandte er sich diesem Feld wieder zu und veröffentlichte mit seinem Buch „Bauernhaus und Landschaft in ökologischer und historischer Sicht“ eine Zusammenfassung seiner Forschungen.

## Ehrungen und Mitgliedschaften
- Ehrendoktorate der Universitäten München, Zagreb, Münster und Lüneburg
- Ehrenmitglied der British Ecological Society
- Ehrenmitglied der Gesellschaft für Ökologie
- Ehrenmitglied der International Association of Vegetation Science (1988)
- 1978 Umweltpreis der Friedrich-Flick-Stiftung
- Mitglied der Akademie der Wissenschaften zu Göttingen
- korrespondierendes Mitglied der Wissenschaftlichen Akademien Helsinki, Prag, Hannover, Berlin, Florenz und Zagreb
- Nach Ellenberg benannt ist die Pflanzengattung Ellenbergia Cuatrec. aus der Familie der Korbblütler (Asteraceae).[13]

## Bibliographie
Auswahl (Veröffentlichungen in Periodika werden nicht angeführt).
- Über die bäuerliche Wohn- und Siedlungsweise in NW-Deutschland in ihrer Beziehung zur Landschaft, insbesondere zur Pflanzendecke. In: Jahresbericht der Naturhistorischen Gesellschaft zu Hannover. 81–87, S. 204–235 (zobodat.at [PDF; 30,8 MB]).
- Vegetation Mitteleuropas mit den Alpen in ökologischer, dynamischer und historischer Sicht. 6. Auflage, Ulmer, Stuttgart 2010, ISBN 978-3-8001-2824-2 (1. Auflage: 1963).
- mit Christoph Leuschner: Ecology of Central European Forests Vegetation Ecology of Central Europe, Volume I. Springer International Publishing Switzerland 2017, ISBN 978-3-319-43042-3 ins Englisch übersetzte und erweiterte Ausgabe von Vegetation Mitteleuropas mit den Alpen
- ebenfalls mit Christoph Leuschner: Ecology of Central European Non-Forest Vegetation: Coastal to Alpine, Natural to Man-Made Habitats, Springer International Publishing Switzerland 2017, ISBN 978-3-319-43048-5
- Zeigerwerte von Pflanzen in Mitteleuropa. In: Scripta Geobotanica. 1974, 1979 und 1992, ISBN 3-88452-518-2.
- Bauernhaus und Landschaft in ökologischer und historischer Sicht. Ulmer, Stuttgart 1990, ISBN 3-8001-3087-4.
- Unkrautgemeinschaften als Zeiger für Klima und Boden. Landwirtschaftliche Pflanzensoziologie I. Ulmer, Stuttgart 1950.
- Vegetation Südosteuropas. (Mitautor), Urban & Fischer, München 1974, ISBN 3-437-30168-3.
- Wiesen und Weiden und ihre standörtliche Bewertung. Ulmer, Stuttgart 1952.
- Aufgaben und Methoden der Vegetationskunde. Ulmer, Stuttgart 1956.
- Ökosystemforschung. (Hrsg.) Springer Verlag, Heidelberg, Berlin, New York 1973, ISBN 3-540-05892-3.
- Ökologische Beiträge zur Umweltgestaltung. Ulmer, Stuttgart 1983, ISBN 3-8001-3064-5.